# Phi Aquilae
Désignations
Phi Aquilae est une étoile binaire de la constellation de l'Aigle, située à ∼ 230 a.l. (∼ 70,5 pc) de la Terre.